# Йесон
Ким Чону́н (кор. 김종운?, 金鐘雲?; род. 24 августа 1984 года, Сеул, Южная Корея), наиболее известный по своему псевдониму Йесон — южнокорейский певец и актёр. Дебютировал в 2005 году как участник южнокорейской группы Super Junior, её подгрупп Super Junior K.R.Y (2006) и Super Junior-H (2008), а также принимал участие в проектах S.M. Ent. SM The Ballad (2014). Сценическое имя Йесон в переводе означает «Голос искусства». 5 мая 2013 года отправился на военную службу в качестве военного на альтернативной основе из-за грыжи межпозвоночного диска. 4 мая 2015 года Йесон официально завершил военную службу. Помимо активности с группой, Йесон также записывал саундтреки для различных дорам и фильмов, снимался в дорамах, фильмах, мюзиклах и являлся ведущим на радио.
В 2016 году дебютировал сольно со своим первым мини-альбомом Here I Am.

## Биография
Ким Чонун родился 24 августа 1984 года в Сеуле; его младшего брата зовут Ким Чонджин. Спустя 10 лет переехал вместе с семьёй в Чхонан. С раннего детства Йесон проявлял интерес к музыке. В 1999 году участвовал в конкурсе Cheonan Singing Competition и занял первое место. В 2001 мать Йесона записала сына на прослушивание в агентстве по поиску талантов SM Entertainment, где он поразил судей своим артистическим голосом и в итоге заполучил временный контракт.

### 2005—2007: дебют в Super Junior
Официально Йесон дебютировал с другими 12 участниками в группе Super Junior 05 6 ноября 2005 года в программе Popular Songs канала SBS. Тогда группа представила дебютный сингл — Twins (Knock Out). Месяц спустя, 5 декабря 2005 года, вышел и дебютный альбом — Super Junior05 (Twins); ему удалось достичь третьего места в ежемесячном чарте К-поп альбомов MIAK.
В марте 2006 года агентство SM Entertainment начало поиск новых участников для следующего поколения Super Junior 05. Тринадцатый участник — Кюхён — был найден, и группа в обновлённом составе получила новое название — Super Junior (без «05»). Их первый CD-сингл U вышел 7 июня 2006 и долгое время был наиболее успешным синглом группы, вплоть до выхода Sorry, Sorry в марте 2009 года. Осенью 2007 года группа выпустила второй официальный альбом — Don’t Don, который стал вторым по продаваемости альбомом года в Южной Корее.
С сентября 2006 по сентябрь 2007 года Йесон вел собственную радио-программу M.I.R.A.C.L.E for You, где участники Super Junior периодически появлялись в качестве гостей. Проработав на этом поприще почти год, Йесон был вынужден покинуть пост, чтобы сконцентрироваться работе над вторым альбомом Super Junior Don’t Don. Последний эфир радио состоялся 8 сентября 2007 года.
В ноябре 2006 года Йесон вместе с другими участниками, Рёуком и Кюхёном, сформировали первую подгруппу, Super Junior-K.R.Y., специализированной на R&B-балладах. В 2007 году Йесон стал участником Super Junior-H. 26 июля 2007 года вышел фильм Attack on the Pin-Up Boys, в котором снялись все участники Super Junior (кроме Кюхена); для Йесона это был дебют в кинематографе — он сыграл школьную рок-звезду, подвергшуюся нападению таинственной силы.

### 2008—2009: Мюзикл
9 мая 2008 года Йесон был доставлен в больницу после того, как повредил ногу на «Марафоне надежды» — беге на дистанцию 70 км, в которой принимали участие он и другие участники группы, Синдон, Сонмин, Итхык, Ынхёк и Канин. Благотворительное мероприятие проходило под эгидой телепрограммы SBS «Hope TV 24» и преследовало целью сбор денег для Монгольской школы в Южной Корее, находившейся под угрозой закрытия. Из-за травмы Йесону пришлось завершить марафон раньше, однако он всё же появился на сцене на костылях вместе с коллегами. 8 августа того же года Йесон снова был доставлен в больницу и госпитализирован на две недели, из-за падения с высоты 1,5 м на репетиции для музыкальной программы Music Bank телекомпании KBS.
Йесон записал балладный трек «Love Really Hurts» — официальный OST телевизионной драмы Tazza, которая транслировалась с 16 сентября до 25 ноября 2008 года. В 2009 году дебютировал как актёр мюзикла, сыграв в постановке Namhansanseong («Южно-Корейская крепость»), сюжет которой основан на одноимённом романе, написанным Ким Хуном. Он сыграл Чун Мёнсу, раба, который чувствует предательство со стороны своей родины. Мюзикл шёл с 9 октября по 4 ноября в Seongnam Arts Center Opera House.

### 2010: OST
В 2010 году Йесон сыграл главную роль в мюзикле Hong Gil Dong вместе с другим участником группы, Сонмином. Мюзикл шёл в Олимпийском парке с 18 февраля по 18 апреля 2010 года. 31 марта 2010 года Йесон записал OST для телевизионной драмы «Сестра Золушки», где сыграли известные актеры Мун Гынён и Чхон Чжон Мён. Песня, It has To Be You, представляет собой балладу, которая рассказывает историю о мужчине, отказавшемся искать другую девушку, кроме той, которую любил. 4 июня Йесон впервые выступил с этой песней на Musik Bank, причём это было его первое одиночное выступление. В K-Chart песня It Has To Be You добралась до третьего места.
В июле 2010 года Йесон выступил с Итхыком (лидером группы Super Junior) в роли ведущих на шоу Love Pursuer. 4 сентября Йесон выступил в роли ведущего в программе MUZIT.
С 1 октября по 28 октября 2010 года он играл в мюзикле Spamlot.
29 декабря 2010, Йесон совместно с Луной из f(x), спел трек «Loving You», для второй части официальных ОСТов дорамы KBS «Президент», в которой одну из ролей исполнил другой член группы — Сонмин.

### 2011: DJ и концерт K.R.Y.
31 января 2011 года Йесон записал уже третью соло-песню для драмы SBS «Райское Ранчо» — Waiting For You. Эта баллада рассказывает историю мужчины, который ждёт возвращения своей любимой к нему.
В июне 2011 года он принял участие в шоу-программе KBS Immortal Song 2, где певцы показывают свои версии старых песен, а победитель конкурса выбирается голосованием зрителей. Ему удалось выиграть в третьем эпизоде шоу, перепев песню The More I Love исполнителя Boohwal.
21 августа 2011 года получил небольшую травму, упав с платформы во время записи Dream Team 2.

### 2012: Возвращение на сцену с Super Junior
18 января 2012 года в честь юбилея композитора Yoon Il Sang группа Super Junior K.R.Y выпустила песню «Reminiscence», которая впоследствии вошла в альбом «I’m 21».
4 июня 2012 года Super Junior выпустила шестой студийный альбом — Sexy, Free&Single. 29 августа 2012 года Super Junior K.R.Y. представили OST SKY к дораме SBS To The Beautiful You, а 11 сентября 2012 — OST к романтичному сериалу Ms Panda and Mr Hedgehog в котором главную роль сыграл мембер Super Junior — Ли Донхэ.

### 2013—2015: военная служба и SM The Ballad, Возвращение на сцену, Дебют на малых экранах.
На концерте в Сеуле в рамках Super Show 5 Йесон объявил, что он отправится на военную службу в 2013 году. Из-за грыжи межпозвоночного диска ему было позволено проходить альтернативную службу. Йесон отправился в армию 6 мая 2013, в результате чего, он не смог принять участие в южноамериканском турне Super Show 5.
4 февраля 2014 года агентство SM Entertainment объявило о том, что Йесон также был зачислен в группу SM The Ballad.
4 мая 2015 года Йесон завершил свою военную службу. А после был объявлен японский тур Super Junior-K.R.Y. 'Phonograph'. Тур продолжался с 1 июня по 2 июля 2015 года.
11 и 12 июля Йесон вместе с Super Junior провел последние концерты в рамках Super Show 6. Это был первый концерт Йесона в Super Junior спустя два года.
15 июля Super Junior выпустили клип 'Devil', заглавной песни их специального альбома к 10 годовщине. А 16 июля был выпущен сам альбом.
17 июля 2015 года был объявлен азиатский тур 'Phonograph' под-группы Super Junior-K.R.Y., первая остановка — Корея, Сеул 22 и 23 августа.
3 августа был выпущен OST Йесона 'Dreaming a Dream' к драме Splendid Politics от MBC.
26 июля 2015 года появились первые новости о дебюте Йесона на малых экранах. Спустя 10 лет после дебюта Йесон снимется в драме 'The Awl' от JTBC. Йесон сыграл второстепенную роль — работника на рынке 'Fourmis' в отделе морепродуктов, Хван Чунчоля. Премьера драмы состоялась 24 августа 2015 года.

## Дискография
См. также: Дискография Super Junior и Дискография S.M. The Ballad

### Саундтреки
| Год  | Альбом                                 | Трек                                 |
| ---- | -------------------------------------- | ------------------------------------ |
| 2006 | Hyena OST                              | «The Night Chicago Died»             |
| 2006 | Hyena OST                              | «The One I Love» (한 사람만을)       |
| 2006 | Snow Flower                            | «Stop Walking By» (걸음을 멈추고)    |
| 2007 | Billie Jean, Look at Me                | «Just You»                           |
| 2007 | H.I.T OST                              | «Success»                            |
| 2007 | H.I.T OST                              | «H.I.T»                              |
| 2007 | Attack on the Pin-Up Boys              | «Are you ready?»                     |
| 2008 | Tazza (타짜)                           | «Love Really Hurts» (사랑 참 아프다) |
| 2009 | Partner                                | «Dreaming Hero»                      |
| 2009 | Namhansansung Musical                  | «The Trap of North Gate»             |
| 2010 | Cinderella’s Sister OST                | «It Has To Be You» (너 아니면 안돼)  |
| 2010 | Dream Come True (Movie)                | «Victory Korea»                      |
| 2010 | The President OST                      | «Loving You» (너를 사랑하고)         |
| 2010 | Paradise Ranch (파라다이스 목장)       | «Waiting For You» (널 기다리며)      |
| 2011 | Superstar KTheme Song-Mnet             | «Fly»                                |
| 2011 | «I Am Behind You» (그대뒤에 있습니다)  | «I Am Behind You»                    |
| 2011 | Warrior Baek Dongsoo (무사 백동수)     | «For One Day» (단 하루만)            |
| 2012 | Yoon Il Sang 21st Anniversary 'I’m 21' | «Reminiscence»                       |
| 2012 | I Do, I Do OST                         | «She Over Flowers» (꽃보다 그녀)     |
| 2012 | To the Beautiful You OST (Part 3)      | «SKY»                                |
| 2012 | The King of Dramas OST (Part 2)        | «Blind for Love» (사랑에 멀어서)     |
| 2012 | Ms Panda and Mr Hedgehog               | «Loving You»                         |
| 2013 | That Winter, The Wind Blows OST        | «Gray Paper» (먹지)                  |
| 2015 | Hwajung OST (Part 1)                   | «Dreaming»                           |
| 2015 | Awl OST                                | «Really Miss You» (너무 그립다)      |

## Фильмография

### Фильмы
| Год  | Название Фильма                                       | Роль               |
| ---- | ----------------------------------------------------- | ------------------ |
| 2007 | Attack on the Pin-Up Boys                             | Рок звезда         |
| 2010 | Super Show 3                                          | Играет самого себя |
| 2012 | I AM- SMTOWN Live World Tour in Madison Square Garden | Играет самого себя |
| 2013 | Super Show 4                                          | Играет самого себя |

### Сериалы
| Год  | Название Сериала | Роль         |
| ---- | ---------------- | ------------ |
| 2015 | The Awl          | Хван Чунчоль |
| 2017 | The Voice        | О Хенхо      |

### Мюзиклы
| Год  | Название Мюзикла               | Роль           |
| ---- | ------------------------------ | -------------- |
| 2009 | South Korean Mountain Fortress | Jung Myung-soo |
| 2010 | Hong Gil Dong                  | Hong Gildong   |
| 2010 | Spamlot                        | Sir Robin      |

### Радио
| Год       | Название                      |
| --------- | ----------------------------- |
| 2006-2007 | M.I.R.A.C.L.E for You         |
| 2011      | Super Junior’s Kiss the Radio |

### Различные шоу
| Год  | Название                                                                                     |
| ---- | -------------------------------------------------------------------------------------------- |
| 2006 | Mystery 6 с Super Junior/Мистическая шестёрка                                                |
| 2006 | Hello Chat с Super Junior                                                                    |
| 2006 | Super Mini-Drama                                                                             |
| 2006 | Скрытая камера / Hidden camera                                                               |
| 2007 | Счастливый день / Happy Day                                                                  |
| 2007 | MNET Школа рока / MNET School of Rock                                                        |
| 2007 | Исследователи человеческого тела / Explorers of the Human Body                               |
| 2008 | Давайте спать здесь сегодня / Let’s Sleep Here Tonight                                       |
| 2008 | Звезда золотой звонок / Star Golden Bell                                                     |
| 2008 | Шоколад Ким Чон Ын / Kim Jung Eun’s Chocolate                                                |
| 2009 | Шоу Игра с Super Junior / Game Show — Super-Junior                                           |
| 2009 | Шоу Yeoyoomanman с Super Junior / Yeoyoomanman with Super Junior                             |
| 2009 | Эстафета разговоров Super Junior / Relay Talk Super Junior                                   |
| 2009 | Звезда золотой звонок / Star Golden Bell                                                     |
| 2009 | Вызов в 1000 Песен / 1000 Song Challenge                                                     |
| 2010 | 5000 Вопросов с Super Junior / 5000 Questions with Super Junior                              |
| 2010 | Звездное шоу юниоров / Star Junior Show                                                      |
| 2010 | Вперёд! Команда Мечты! 2 / LET’S GO DREAM TEAM S2                                            |
| 2010 | Звезда золотой звонок / Star Golden Bell                                                     |
| 2010 | 100 баллов из 100 / 100 points out of 100                                                    |
| 2011 | Взгляд Super Junior / Super Junior Foresight                                                 |
| 2011 | Просьба любить: Подарок от Super Junior & SNSD / Request of Love-Gift от Super Junior & SNSD |
| 2011 | Бессмертная Песня 2 / Immortal Song 2                                                        |
| 2011 | Вызов в 1000 Песен / 1000 Song Challenge                                                     |
| 2011 | Вперёд! Команда Мечты! 2 / LET’S GO DREAM TEAM S2                                            |
| 2011 | Код Битлз / The Beatles Code                                                                 |
| 2012 | SHINHWA Вещание / SHINHWA Broadcast                                                          |
| 2012 | Субботним вечером в прямом эфире / Saturday Night Live                                       |
| 2012 | Вызов в 1000 Песен / 1000 Song Challenge                                                     |
| 2012 | GOshow                                                                                       |
| 2012 | Приходите поиграть / Come to play                                                            |

## Награды и номинации
См. также: Награды и номинация Super Junior
| Год  | Церемония                    | Категория               | Номинация          | Результат   |
| ---- | ---------------------------- | ----------------------- | ------------------ | ----------- |
| 2010 | BGM Cyworld                  | Hall of Fame            | «It Has To Be You» | Выиграл     |
| 2010 | Cyworld Digital Music Awards | Песня месяца (Апрель)   | «It Has To Be You» | Выиграл     |
| 2010 | 25th Golden Disk Awards      | Digital Bonsang         | «It Has To Be You» | Номинирован |
| 2010 | 25th Golden Disk Awards      | Награда за популярность | «It Has To Be You» | Номинирован |
| 2010 | 2nd Melon Music Awards       | Лучший Саундтрек        | «It Has To Be You» | Номинирован |
| 2011 | Cyworld Digital Music Awards | Лучший Саундтрек        | «It Has To Be You» | Выиграл     |
| 2011 | The 5th Musical Awards       | Лучший новичок          | Spamalot           | Номинирован |

## Официальные страницы Йесона
- Сайт группы Super Junior Архивная копия от 8 ноября 2017 на Wayback Machine

1. ↑  ARTIST - SM Entertainment official site